# Paroisse de Bright
Pour les articles homonymes, voir Bright.
La paroisse de Bright est à la fois une paroisse civile et un ancien district de services locaux (DSL) canadien du comté d'York, au Nouveau-Brunswick. Dans le cadre de la réforme de la gouvernance locale du 1er janvier 2023, le territoire du DSL a été réparti entre la ville de Hartland, les communautés rurales de Central York et Nackawic-Millville et le district rural de la Région-de-la-capitale.

## Toponyme

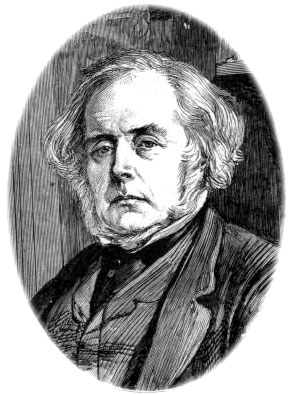
John Bright.

Bright est nommé ainsi en l'honneur de John Bright (1811-1889), homme politique britannique.
Bright comprend les hameaux de Brewers Mills, Greenhill, Central Hainesville, Lower Hainesville, Jewetts Mills, Mactaquac, Morehouse Corner, Scotch Settlement et Zealand. Cahill et Hayne sont des points ferroviaires. À noter que Upper Hainesville est situé dans la paroisse de Queensbury et que Middle Hainesville est séparé entre la paroisse de Bright et la paroisse de Queensbury.
L'origine du nom Brewers Mills n'est pas connue avec précision mais W.A. Brewers a été maître des postes et Abraham Brewer était propriétaire terrien à la rivière McKiel. Central Hainesville est nommé en l'honneur de Richard Hayne (1804-1874), gérant de la New Brunswick and Nova Scotia Land Company de 1836 à 1849. Les fondateurs faisaient partie de la famille Hains. Le hameau était connu à l'origine en tant que Blowdown Settlement. Lower Hainesville et Middle Hainesville ont la même origine. Jewetts Mills, anciennement Jouett's Mills, est probablement nommé ainsi en l'honneur de Daniel Jouett, propriétaire terrien. Mactaquac, anciennement Macnaquack et ensuite Macinquac de 1866 jusqu'en 1915, est nommé ainsi d'après sa position sur le ruisseau Mactaquac, dont le nom provient possiblement du mot micmac pour « grande branche » ou « grand ruisseau ». Morehouse Corner est possiblement nommé ainsi en l'honneur de Thomas E. Morehouse, le seul maître des postes entre 1913 et 1915. Scocth Settlement s'appelait autrefois Mactaquack et comprenait les établissements de Christies, nommé d'après George P. Christie, le premier maître des postes, ainsi que Palmer Settlement. Zealand a probablement été nommé ainsi par Gould House, un colon arrivé des États-Unis vers 1845 dont le père était originaire de Zélande, aux Pays-Bas. Le hameau s'appelait à l'origine New Zealand.
L'origine du nom de Greenhill n'est pas connue.

## Géographie

### Situation
Bright est situé sur la rive gauche du fleuve Saint-Jean.

### Morphologie urbaine
Zealand est situé au bord de la rivière Keswick, à l'intersection de la route 104 et du chemin Zealand. Morehouse Corner et Brewers Mills s'étendent successivement jusqu'à six kilomètres à l'ouest, le long de la route 104. Moorehouse Corner peut être confondu dans Zealand. Greenhill est situé près du lac Grennhill le long du chemin Greenhill Lake et de la route 104. Middle Hainesville est situé à l'intersection de la route 104 et du chemin Grub. Lower Hainesville est situé à 3,8 km au nord-est, au bout du chemin Grub. Central Hainesville est situé au mont Crabbe, le long du chemin Central Hainesville. Scotch Settlement est situé le long de la route 515, à 7 kilomètres au sud de Zealand. Jewetts Mills est situé à trois kilomètres à l'est sur la même route, à l'entrée du parc provincial Mactaquac. Mactaquac est situé au sud du parc, le long de la route 105, au bord du fleuve Saint-Jean.

### Logement
Le territoire regroupant la paroisse de Bright et Keswick Ridge comptait 1295 logements privés en 2006, dont 1181 occupés par des résidents habituels. Parmi ces logements, 84,7 % sont individuels, 2,1 % sont jumelés, il n'y en a aucun en rangée et aucun sont des appartements ou duplex et 1,3 % sont des immeubles de moins de cinq étages. Enfin, 11,9 % des logements entrent dans la catégorie autres, tels que les maisons-mobiles. 90,2 % des logements sont possédés alors que 9,8 % sont loués. 65,3 % ont été construits avant 1986 et 13,1 % ont besoin de réparations majeures. Les logements comptent en moyenne 7,1 pièces et 0,8 % des logements comptent plus d'une personne habitant par pièce. Les logements possédés ont une valeur moyenne de 137 561 $, comparativement à 119 549 $ pour la province.

## Histoire
Blowdown Settlement est fondé vers 1840 par l'expansion des localités de la rivière Keswick. Zealand est fondé par la New Brunswick and Nova Scotia Land Company est peuplé entre 1845 et 1850 par des immigrants américains d'origine néerlandaise. Les hameaux de Central Hainesville, Lower Hainesville et Middle Hainesville sont fondés vers 1850 par Robert, Joseph et Charles Hains.
Un pont couvert traversait la rivière Keswick vers Upper Stoneridge. Il fut construit en 1914 mais fut détruit dans un incendie le 10 octobre 2008. Il mesurait 31,9 mètres de long.
La municipalité du comté de York est dissoute en 1966. La paroisse de Bright devient un district de services locaux en 1967.

## Démographie
(juillet 2016).
D'après le recensement de Statistique Canada, il y avait 2958 habitants en 2001, comparativement à 2964 en 1996, soit une baisse de 0,2 %. La paroisse compte 1195 logements privés, a une superficie de 404,00 km² et une densité de population de 7,3 habitants au km².
| 2001  | 2006  | 2011  | 2016  |
| ----- | ----- | ----- | ----- |
| 2 958 | 3 159 | 3 068 | 3 289 |

## Économie
Entreprise Central NB, membre du Réseau Entreprise, a la responsabilité du développement économique.

## Administration

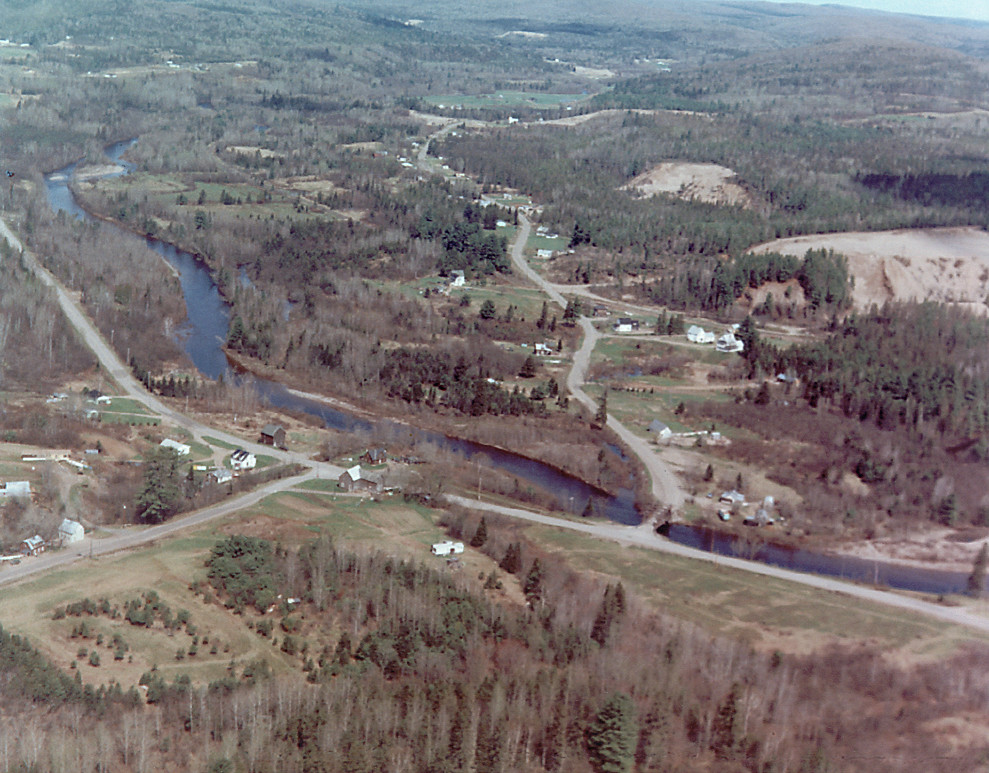
Vue aérienne de Zealand, dans les années 1980.

### Commission de services régionaux
La paroisse de Bright fait partie de la Région 11, une commission de services régionaux (CSR) devant commencer officiellement ses activités le 1er janvier 2013. Contrairement aux municipalités, les DSL sont représentés au conseil par un nombre de représentants proportionnel à leur population et leur assiette fiscale. Ces représentants sont élus par les présidents des DSL mais sont nommés par le gouvernement s'il n'y a pas assez de présidents en fonction. Les services obligatoirement offerts par les CSR sont l'aménagement régional, l'aménagement local dans le cas des DSL, la gestion des déchets solides, la planification des mesures d'urgence ainsi que la collaboration en matière de services de police, la planification et le partage des coûts des infrastructures régionales de sport, de loisirs et de culture; d'autres services pourraient s'ajouter à cette liste.

### Représentation et tendances politiques
Nouveau-Brunswick: La paroisse de Bright fait partie de la circonscription provinciale de York-Nord, qui est représentée à l'Assemblée législative du Nouveau-Brunswick par Kirk MacDonald, du Parti progressiste-conservateur. Il fut élu pour la première fois lors de l'élection générale de 1999 puis réélu à chaque fois depuis, la dernière fois en 2010.
 Canada: La paroisse de Bright fait partie de la circonscription électorale fédérale de Tobique—Mactaquac, qui est représentée à la Chambre des communes du Canada par Michael Allen, du Parti conservateur. Il fut élu lors de la 39e élection générale, en 2006, et réélu en 2008.

## Vivre dans la paroisse de Bright
Le DSL est inclus dans le territoire du sous-district 10 du district scolaire Francophone Sud. Les écoles francophones les plus proches sont à Fredericton alors que les établissements d'enseignement supérieurs les plus proches sont dans le Grand Moncton.
La centrale hydroélectrique de Mactaquac, opérée par Énergie NB, a une capacité de 672 mégawatt avec ses 6 turbines. Elle fonctionne depuis 1968.
Bright bénéficie du club de golf Mactaquac, un parcours de 18 trous.
L'église St. Paul's de Zealand est une église anglicane.
Il y a un comptoir postal à Lower Hainesville. Le détachement de la Gendarmerie royale du Canada le plus proche est à Keswick Ridge.
Les anglophones bénéficient des quotidiens Telegraph-Journal, publié à Saint-Jean, et The Daily Gleaner, publié à Fredericton. Ils ont aussi accès au bi-hebdomadaire Bugle-Observer, publié à Woodstock. Les francophones ont accès par abonnement au quotidien L'Acadie nouvelle, publié à Caraquet, ainsi qu'à l'hebdomadaire L'Étoile, de Dieppe.

## Culture

### Personnalités
- Rick Brewer, marchand et homme politique, né à Zealand ;
- James Mitchell (1843-1897), avocat, fonctionnaire et homme politique, né à Scotch Settlement.

### Architecture et monuments
L'église All Saints est un site historique provincial.